# Dumnonia
La Dumnonia (anche Damnonia, Domnonia e Dyfneint) era un regno britanno che comprendeva la Cornovaglia, il Devon, gran parte del Somerset e forse una parte del Dorset (zone della penisola sudoccidentale dell'odierna Inghilterra). Non è chiaro se fosse un regno unitario o un insieme di sub-regni. Tuttavia la Cornovaglia sembra essere stata almeno semi-indipendente, forse perché basata sul territorio della sub-tribù dei cornovi.

## Storia
Il nome del regno derivava da quello della tribù celtica dei Dumnoni, che viveva nell'area prima dell'arrivo dei romani nell'isola. Sebbene sotto il controllo romano fino al tardo IV secolo, i Dumnoni ebbero comunque una certa autonomia di governo.
È probabile che avessero ricreato il proprio regno sin dal tempo di Magno Massimo (seconda metà del IV secolo). La Dumnonia fu pienamente indipendente dal 410, anno del ritiro delle Legioni Romane dalla Britannia.
La sua prima capitale sarebbe stata Isca Dumnoniorum, sito abbandonato, come dimostra l'archeologia, nel V secolo a causa dell'avanzata dei sassoni del Wessex. Il conflitto tra Dumnonia e Wessex si inasprì nel VII secolo ed entro il 710 tutto il Somerset cadde in mano sassone. La stessa cosa accadde al Devon tra la seconda metà e la fine dell'VIII secolo. Invece, ciò che restava della Cornovaglia rimase indipendente fino alla prima metà del IX secolo, quando cadde in mano ad Athelstan.
Tra i regni-dipendenti della Dumnonia c'era il Cerniw (Cornubia).

## Notizie varie

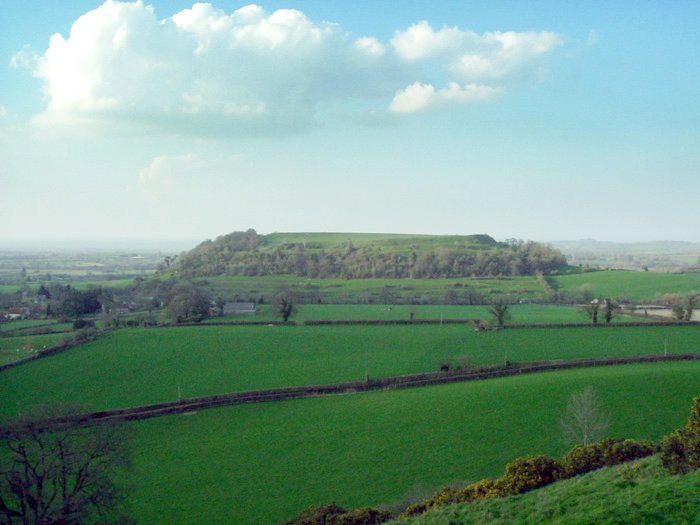
Cadbury Castle nel Somerset

La Dumnonia è ben nota per i molti insediamenti dell'epoca romano-britannica e anche per le fortezze d'altura dell'età del ferro, come Cadbury Castle, che furono di nuovo fortificate dai signori o dai re. Ma ci furono anche fortezze costruite ex novo come Tintagel. Da molti siti presenti nella regione proviene ceramica post romana importata. Si parlava una lingua che potrebbe essere stato un dialetto britannico antenato del moderno cornico.
Il Cristianesimo sembra essere presente in Dumnonia dal periodo romano-britannico, estendendosi grazie all'azione evangelica di figure come san Piran, san Petroc e san Keyne. C'erano importanti monasteri a Bodmin e Glastonbury. Sarebbe stata originaria della Dumnonia anche Sant'Orsola, ritenuta dai più figlia di Dionoto.

## Connessioni con re Artù
Molti sostengono che re Artù fosse un membro della casata reale della Dumnonia: il suo nonno tradizionale, Costantino, è stato identificato con Costantino Corneu, anche se per altri sarebbe stato padre di Artù. Erbin e suo figlio Geraint sono presentati nella leggenda arturiana Geraint e Enid come regnanti "sul lato lontano del Severn" (da Caerleon). Costantino di Dumnonia appare nella leggenda arturiana come il successore del grande re, con il nome di Costantino III di Britannia. C'è anche chi sostiene che la grande vittoria di Artù nella battaglia del monte Badon sia avvenuta nel Devon, dove i Dumnoni combatterono contro gli anglo-sassoni. Tuttavia molti storici sostengono che lo scontro sia avvenuto presso Bath. Sempre secondo alcuni, anche l'ultima battaglia di Artù, quella di Camlann, sarebbe stata combattuta a Slaughter Bridge, vicino a Camelford.

## Sovrani
Sovrani della Dumnonia:
- nato c. 275 Caradoc
- nato c. 280 Donaut
- nato c. 305 Conan Meriadoc
- nato c. 325 Gadeon
- nato c. 358 Guoremor
- nato c. 375 Tutwal
- nato c. 395 Conomor
- nato c. 411 Costantino I
- nato c. 427 Erbin
- nato c. 448 Gerren I
- c. 482 - 537 Cado
- c. 520 - 576 Costantino II
- nato c. 552 Gerren II
- nato c. 554 Bledric
- nato c. 580 Clemen
- nato c. 600 Petroc Baladrddellt
- nato c. 620 Culmin
- nato c. 640 Dungarth I
- nato c. 670 Gerren III
- nato c. 835 Dungarth II